# Kolmonoxidförgiftning
Kolmonoxidförgiftning är en förgiftning med gasen kolmonoxid, CO. Förgiftningen orsakas av att man andas in gasen som finns i bilavgaser, röken från bränder i organiskt material (t.ex. husbränder), samt cigarettrök och även måttlig rökning av vattenpipa. De första tecknen är ofta huvudvärk, illamående och trötthet. Kolmonoxidförgiftning är ett akut tillstånd som kräver omedelbar vård.
Hemoglobin har betydligt högre affinitet för kolmonoxid än syre (ca 200 ggr) vilket gör att inhalerande av högre doser kolmonoxid leder till inre kvävning (hypoxi) då syret konkurreras ut, vilket kan leda till respiratorisk svikt. De flesta symtomen beror på hypoxin. Förgiftningen kan yttra sig i bland annat cirkulatorisk påverkan med snabb puls (takykardi), andningsproblem (takypné), svimning, och påverkan från centrala nervsystemet (koma, kramper, synstörningar, med mera). När förgiftningstillståndet förvärras kan det yttra sig i långsam puls (bradykardi). Vid bränder är kolmonoxidförgiftning en vanligare dödsorsak än att brännas ihjäl. Hettan ifrån branden kan försvåra förgiftningstillståndet. Tillståndet kan utmynna i Acute respiratory distress syndrome.
Vid bränder som ger kolmonoxidförgiftning, förekommer andra rökskador av t.ex. cyanid, ammoniak och väteklorid.